# Кирга (Еврейская автономная область)
Кирга́ — село в Биробиджанском районе Еврейской автономной области, входит в Птичнинское сельское поселение.

## География
Село Кирга стоит на левом берегу реки Кирга (левый приток Биры). Расстояние до левого берега Биры около 5 км.
Село Кирга расположено вблизи автотрассы Чита — Хабаровск, рядом проходит Транссибирская магистраль.
Расстояние до центра Биробиджана около 13 км (на восток по автотрассе Чита — Хабаровск), расстояние до административного центра сельского поселения села Птичник (через Биробиджан) около 18 км.

## Население
| 1992 | 2002 | 2010 |
| ---- | ---- | ---- |
| 368  | ↘328 | ↘297 |

## Инфраструктура
- Сельскохозяйственные предприятия Биробиджанского района.